# 오를란도 팔메이로
오를란도 팔메이로(스페인어: Orlando Palmeiro, 1969년 1월 19일 ~ )는 전 메이저 리그 베이스볼 외야수이다.
마이애미에서 고등학교 스타 선수였던 팔메이로는 마이애미-데이드 커뮤니티 칼리지 사우스에서 커뮤니티 칼리지 수준에 야구를 하러 갔으며, 그러고나서 캘리포니아 에인절스에 가입할 때까지 여런 농장 팀들에서 몇년간 활약한 에인절스에 의하여 드래프트 될때까지 론 프레이저의 코치 아래 잠시 마이애미 대학교를 위하여 활약하였다.
팔메이로는 프로 선수 시절 내내 백업 외야수로 뛰었고, 한 번도 주전으로 뛰었던 적이 없었다. 한해를 위하여 .300점을 타구한 그는 2002년 월드 시리즈를 우승한 애너하임 에인절스 팀의 4번째 외야수였다. 팔메이로는 또한 휴스턴 애스트로스를 위하여 2005년 월드 시리즈의 마지막 아웃을 만들기도 하였다.
그의 최고 시즌은 자신이 3개의 홈런과 33개의 타점과 함께 .271점을 타구한 세인트루이스 카디널스와 함께 한 시즌이었다.